# Las margaritas (película)
Las margaritas (checo: Sedmikrásky), también conocida como Las pervertidas, es una película de comedia psicológica experimental artística  surrealista de la Nueva Ola Checoslovaca de 1966 dirigida y coescrita por Věra Chytilová. La película sigue a dos mujeres jóvenes, ambas llamadas Marie, que deciden seguir el ritmo absurdo del mundo, hacen bromas pesadas y provocan caos a su alrededor.Este filme es considerado como uno de los más importantes dentro del movimiento de la Nueva Ola Checoslovaca y del cine surrealista, cine arte y cine vanguardista,y está en la lista de las mejores películas dirigidas por mujeres de acuerdo con la BBC en 2019.
Rodada dos años antes de la Primavera de Praga, el filme fue censurado por las autoridades debido a su contenido lascivo e inmoral, además del desperdicio de comida en su escena final.Tras invasión del país por la URSS y sus aliados del Pacto de Varsovia en 1968, Chytilová fue puesta en lista negra hasta 1975.

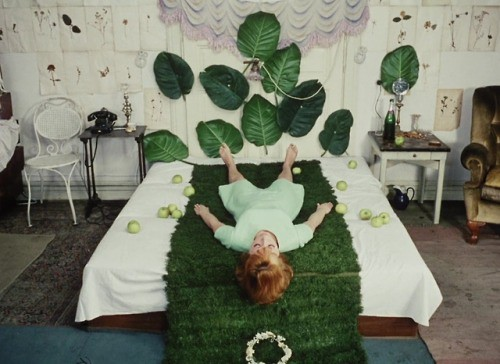
Marie II en la cama, mostrando la puesta en escena fragmentada de la película

## Argumento
La secuencia del título intercala tomas de un volante girando con tomas de aviones ametrallando y bombardeando el suelo. 
La primera escena muestra a María I y María II sentadas en traje de baño. Sonidos crujientes acompañan sus movimientos y su conversación es robótica. Deciden que, puesto que el mundo entero está echado a perder, ellos también lo estarán. 
Las Marías bailan frente a un árbol que tiene muchos tipos diferentes de frutos.  María II come un melocotón del árbol y las Marías aparecen en su apartamento.
Marie I tiene una cita con un hombre mayor. Marie II aparece, diciendo que es la hermana de Marie I, y come mucha comida mientras se burla de la cita e interfiere con sus intenciones amorosas. Ella pregunta cuándo sale el tren del hombre y el trío se dirige a la estación de tren. Marie I sube al tren con el hombre antes de escabullirse y volver a casa con Marie II.
Las Marie van a un club nocturno, eclipsan el espectáculo de una pareja de baile y molestan a los clientes con sus payasadas. 
María II intenta suicidarse llenando su apartamento de gas, pero fracasa porque dejó la ventana abierta. Marie I la regaña por desperdiciar gasolina.
Las Marie coquetean con otro hombre para que pague su comida antes de despedirlo en su tren. Lloran cuando se va, pero luego se echan a reír.
María II va al apartamento de un coleccionador de mariposas. Él le declara repetidamente su amor, pero ella solo le pregunta si hay algo de comida cerca. Las Marie roban a una amable empleada del baño.
De regreso a su apartamento, cortan diversos alimentos fálicos mientras el coleccionista de mariposas le declara por teléfono su amor a María II. 
Cuando las Marie intentan enviar a un hombre mucho mayor en un tren, este se baja, por lo que suben al tren en marcha y terminan dejándolo en la estación.
Las Marie miran todos los nombres y números de teléfono escritos en las paredes de su apartamento e intentan elegir a un hombre al que llamar. Un hombre llama a la puerta de Marie II, pero Marie I se burla de ella y no le deja entrar. En una piscina, cada Marie le dice a la otra que ya no le gusta.
En su apartamento, las Marie se sumergen en una bañera llena de leche con un huevo y filosofan sobre la vida y la muerte, la existencia y la no existencia.
En el campo, un granjero no se fija en las Marías. Cuando un grupo de trabajadores que pasaban en bicicleta los ignoran, María II comienza a preguntarse si han desaparecido. Deciden que deben existir cuando pasan por un desastre que hicieron con mazorcas de maíz robadas. De regreso a su apartamento, se cortan con unas tijeras.
Las Maries se cuelan en el sótano de un edificio. Suben varios pisos con un montaplatos mecánico y encuentran un festín que está todo preparado, aunque no hay nadie alrededor. Se comen la comida, hacen un desastre y destruyen la habitación.  Se balancean desde una lámpara de araña, que cae del techo, y se dejan caer al agua abierta. Piden ayuda a un barco cercano y marineros invisibles extienden grandes troncos para que los Marie se agarren. Los levantan y sumergen repetidamente en el agua antes de que pierdan el control. Dicen que ya no quieren que los mimen más.
La escena final muestra a las Marie regresando al comedor. Barren el mantel sucio, ponen la mesa con restos de platos y vasos rotos y vuelven a servir la comida en los platos, mientras susurran que hay que ser buenos y trabajadores para que todo sea maravilloso y ellos sean felices. Cuando terminan, se tumban en la mesa y dicen que están felices. Marie II le pide a Marie I que repita esto y Marie I le pregunta si están fingiendo. María II dice que no. La lámpara de araña cae sobre ellos y la película pasa a imágenes de guerra,  sobre las cuales aparece una declaración que dedica la película "a aquellos que sólo se molestan por un lecho de lechuga pisoteado".

## Reparto
- Ivana Karbanová como Marie II (la rubia)
- Jitka Cerhová como Marie I (la morena)
- Marie Češková como la mujer en el baño
- Jiřina Myšková como la asistente del baño
- Marcela Březinová como la asistente del baño
- Julius Albert como el viejo playboy
- Oldřich Hora como el playboy
- Jan Klusák como el joven playboy
- Josef Koníček como el bailarín
- Jaromír Vomáčka como el caballero feliz

## Producción
La película fue aprobada por el estado pero tuvo limitaciones en su producción. Muchos partidarios conservadores del gobierno comunista de Checoslovaquia criticaron la película por su apropiación de la glotonería y el supuesto apoyo que muestra a las heroínas. Chytilová fue acusada de "nihilismo " tras el estreno de Las Margaritas. La película fue condenada por no ser apta para las ideas comunistas de la época, especialmente en lo que respecta al arte. Peter Hames, autor de Cine Checo y Eslovaco, comentó que los funcionarios "objetaron principalmente su forma vanguardista, el hecho de que las niñas no proporcionaran una ejemplo moral, y lo vieron correctamente como un ataque a los valores del estatus quo". 

## Crítica y recepción
Originalmente planeada como una sátira de la decadencia burguesa, la película se dirige a las personas apegadas a las reglas, a quien Chytilová se refirió como "un necrólogo sobre una forma de vida negativa". Considerando el marco del cine feminista, la película es crítica con el autoritarismo y el patriarcado. A lo largo de la película, las protagonistas sirven como peones hiperbólicos del enfoque satírico de Chytilová hacia los estereotipos femeninos. Hay un sentimiento antipatriarcal tangible en la película, observado a través de las interacciones de las dos Marías con los hombres de sus vidas. El uso extensivo que hace Chytilová de la metáfora de la "muñeca" es un medio para mostrar las expectativas absurdas que una sociedad dominada por los hombres tiene sobre las mujeres exagerando sus atribuciones estereotipadas.  
La escritora de cine Ela Bittencourt señala que Chytilová utiliza "el estereotipo de cómo las mujeres a menudo son infantilizadas y como arma aquí mismo en esta película".  Las críticas feministas sobre la película a menudo destacan la corporalidad de las dos Marías al comprender sus cuerpos y cómo se han retratado los cuerpos de las mujeres. A lo largo de escenas que involucran el consumo excesivo de alimentos, la fragmentación de sus cuerpos y sus risas estridentes, se ha examinado a las Marías como participantes de los cuerpos que a menudo se les niegan en alegre desafío. Anca Parvulescu, académica, señaló el énfasis de la película como "un ataque a los modales" y "un ataque a los espectadores educados".  Las heroínas como "mujeres infantilizadas" con voces agudas y sus gestos infantiles es lo que "esperan de ellas" los hombres en sus vidas, ya que no se dan cuenta de ese acto deliberado. Por otro lado, la crítica de cine Astrid García Oseguera plantea que las protagonistas de Las margaritas se apropian de sus cuerpos para alcanzar la libertad en su estado más puro.